# Ruhrstauseen

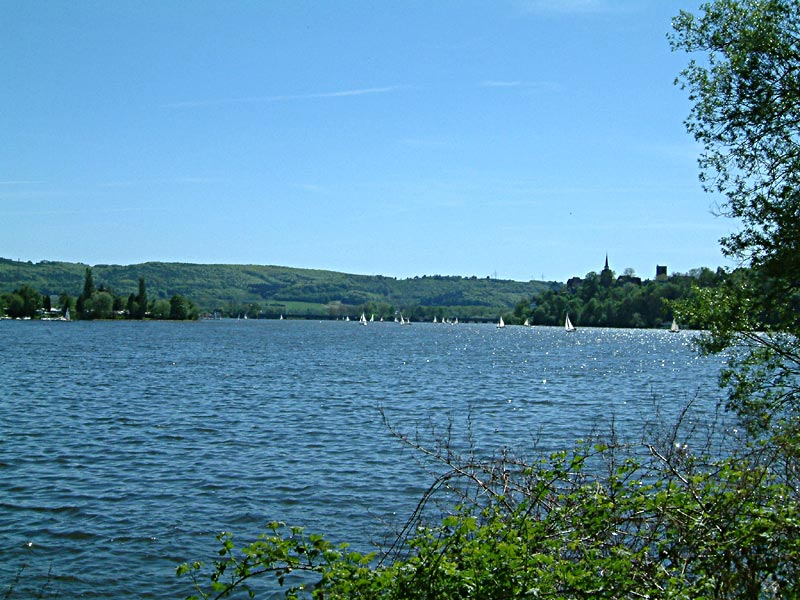
Blick über den Harkortsee in Richtung Wetter (Ruhr)

Die Ruhrstauseen sind im Verlauf der Ruhr angelegte Stauseen, die vor allem Aufgaben der Wasserversorgung des Ruhrgebiets und der Reinigung der Ruhr übernahmen und übernehmen.
Die Stauseen im Ruhrgebiet besitzen zudem einen hohen Wert als Freizeit- und Erholungsschwerpunkte für die Bevölkerung der nahegelegenen Großstädte. Dort finden sowohl Leistungs- und Freizeitsportler als auch Wanderer, Radfahrer und Familien viele nutzbare Angeboten vor. Außerdem sind die Stauseen ein Teil der Route der Industriekultur (Themenroute 12: Geschichte und Gegenwart der Ruhr).
| Name            | Lage                                       | Fertigstellung | Fläche in km² | Stauvolumen in Mio. m³ |
| --------------- | ------------------------------------------ | -------------- | ------------- | ---------------------- |
| Stausee Hengsen | im Holzwickeder Süden                      | 1937           | 0,192         | 00,4                   |
| Hengsteysee     | zwischen Hagen, Dortmund und Herdecke      | 1929           | 1,360         | 03,3                   |
| Harkortsee      | zwischen Hagen, Herdecke und Wetter (Ruhr) | 1931           | 1,370         | 03,1                   |
| Kemnader See    | zwischen Bochum, Witten und Hattingen      | 1979           | 1,250         | 03,0                   |
| Baldeneysee     | im Essener Süden                           | 1933           | 2,640         | 07,6                   |
| Kettwiger See   | im Essener Süden                           | 1950           | 0,550         | 01,4                   |
| Summen:         | Summen:                                    | Summen:        | 7,362         | 18,8                   |

Ursprünglich war eine Kette von insgesamt acht Ruhrstauseen geplant. Diese Idee ging auf Karl Imhoff zurück, den ersten Geschäftsführer des Ruhrverbands, wurde aber nach den ersten fünf Seen nicht weiter umgesetzt.